# Zólyomi András
Zólyomi András (spanyolul: Andrés Zolyomy, Budapest, 1913. június 14. – Tossa de Mar, 1992. július 5.) vízilabdázó, olimpiai bajnok vízilabdaedző, 1948 és 1972 között hét olimpián irányította az olasz és a spanyol férfi vízilabda-válogatottakat. 2010 óta az International Swimming Hall of Fame, vagyis a Hírességek Csarnokának tagja.

## Élete
Úszóként kezdte sportpályafutását, majd a MÚE és az MTK csapataiban vízilabdázott. 1934-ben nápolyi tartózkodása során kérték fel őt a helyi élvonalbeli csapat, a Rari Nantes Napoli játékos-edzői posztjára. Zólyomi elfogadta a felkérést, és közel 10 éven keresztül dolgozott a csapatnál, amellyel számos sikert, köztük a klub első bajnoki címét ünnepelhette.
1939-től az olasz válogatott szövetségi kapitányaként ténykedett. 1948-ban Spanyolországba költözött, ahol a Club Natación Barcelona és a spanyol válogatott szövetségi kapitánya lett. A barcelonai csapattal sorra nyerte a spanyol bajnoki címeket, a válogatottal pedig 1951-ben megnyerte a mediterrán játékokat, valamint két olimpián is szerepelt (1948-ban és 1952-ben is nyolcadik helyen végzett a válogatott). 
1953-ban visszatért Olaszországba, ahol 1964-ig irányította az olasz válogatottat; a válogatottal Melbourne-ben negyedik helyezett lett, viszont a római olimpiát megnyerte, majd 1964-ben Tokióban ismét negyedik helyezett lett, ezután menesztette őt az olasz szövetség a csapat éléről. Az 1968 és 1972-es olimpián ismét a spanyol csapatot irányította ahol előbb kilencedik, majd tizedik helyet szerzett.
Néhány héttel a barcelonai olimpia kezdete előtt, 1992. július 5-én hunyt el a spanyolországi Tossa de Marban.

## Olimpiai helyezései
| Olimpia           | Helyezés              | Válogatott    |
| ----------------- | --------------------- | ------------- |
| 1948, London      | 8. hely               | Spanyolország |
| 1952, Helsinki    | 8. hely               | Spanyolország |
| 1956, Melbourne   | 4. hely               | Olaszország   |
| 1960, Róma        | Arany Olimpiai bajnok | Olaszország   |
| 1964, Tokió       | 4. hely               | Olaszország   |
| 1968, Mexikóváros | 9. hely               | Spanyolország |
| 1972, München     | 10. hely              | Spanyolország |

## Sporteredményei edzőként
- olimpiai bajnok (1960, Olaszország)
- mediterrán játékok győztes (1951, Spanyolország)
- sokszoros olasz bajnok
- sokszoros spanyol bajnok

## Díjai, elismerései
- Az Úszó Hírességek Csarnokának tagja (2010)